# Agrotis lignosa
Agrotis lignosa là một loài bướm đêm trong họ Noctuidae.